# Dziesiąty rząd Izraela
Dziesiąty rząd Izraela – rząd Izraela, sformowany 2 listopada 1961, którego premierem został Dawid Ben Gurion z Mapai. Rząd został powołany przez koalicję mającą większość w Knesecie V kadencji, po wyborach w 1961 roku. Funkcjonował do 26 czerwca 1963, kiedy to – po rezygnacji Ben Guriona – powstał rząd premiera Lewiego Eszkola.